# 埃滕什拉格
埃滕什拉格（法語：Hettenschlag，法語發音：[ɛtənʃlaɡ] ⓘ）是法国上莱茵省的一个市镇，属于科尔马-里博维莱区。

## 地理
埃滕什拉格（48°0'19"N, 7°27'23"E）面积7.71 平方千米，位于法国大東部大區上莱茵省，该省份为法国东部内陆省份，是阿尔萨斯的一部分，今与下莱茵省组成了阿尔萨斯欧洲集体，其北临下莱茵省，西接孚日省，西南接贝尔福地区省，东侧沿莱茵河与德国相望，南与瑞士接壤。
与埃滕什拉格接壤的市镇（或旧市镇、城区）包括：韦科尔赛姆、代瑟奈姆、阿彭维尔、洛格莱姆、圣克鲁瓦昂普莱讷。
埃滕什拉格的时区为UTC+01:00、UTC+02:00（夏令时）。

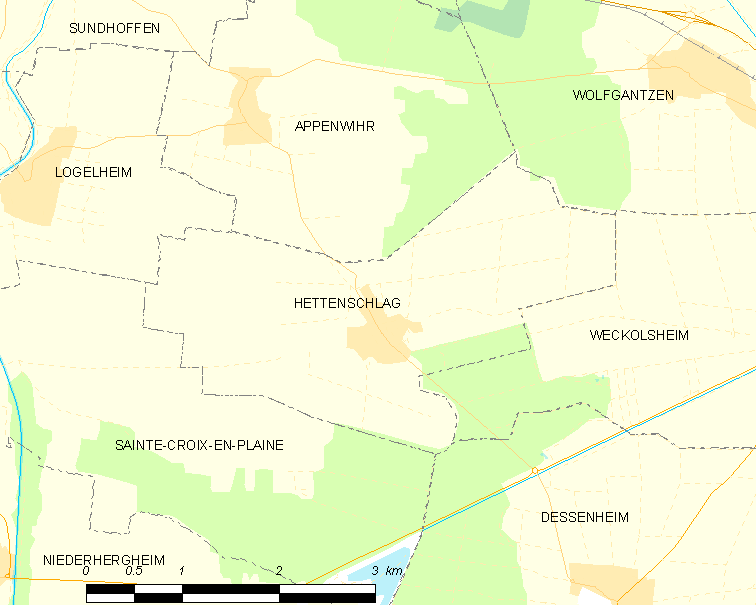
埃滕什拉格的OSM定位图

## 行政
埃滕什拉格的邮政编码为68600，INSEE市镇编码为68136。

## 政治
埃滕什拉格所属的省级选区为恩西赛姆县。

## 人口

1962-2008年间埃滕什拉格人口变化图示

埃滕什拉格于2022年1月1日时的人口数量为346人。